# Hanu Conachi, Galați
Hanu Conachi este un sat în comuna Fundeni din județul Galați, Moldova, România.

## Etimologie
Numele localității provine de la boierul Costache Conachi, care a avut moșii în zonă.

## Dunele de nisip
Pădurea de salcâmi de la Hanu Conachi acoperă dunele de nisip aluvionare cam de la sfârșitul secolului al XIX-lea. Dunele de nisip constituiau un pericol pentru așezările umane din această zonă. Prin plantarea de copaci, în special salcâmi care s-au acomodat foarte bine cu acest tip de sol, s-a stopat „mișcarea” acestor nisipuri. În această pădure se află și stejarul pufos.
 Acest articol despre o localitate din județul Galați este deocamdată un ciot. Puteți ajuta Wikipedia prin completarea lui.